# Sesamothamnus lugardii
Карамба (Sesamothamnus lugardii) — вид рослин порядку губоцвіті.

## Будова
Невелике дерево (до 4 м), що має кілька стволів, які ростуть з однієї основи. Рудо-зелена кора лущиться тонкими смужками. На гілках ростуть колючки. Запашні білі квіти з довгою трубкою з'являються, коли опадає листя.

## Поширення та середовище існування
Росте у південній Намібії, східній Боствані, південному Зімбабве та Національному парку Крюгер в ПАР.

## Галерея

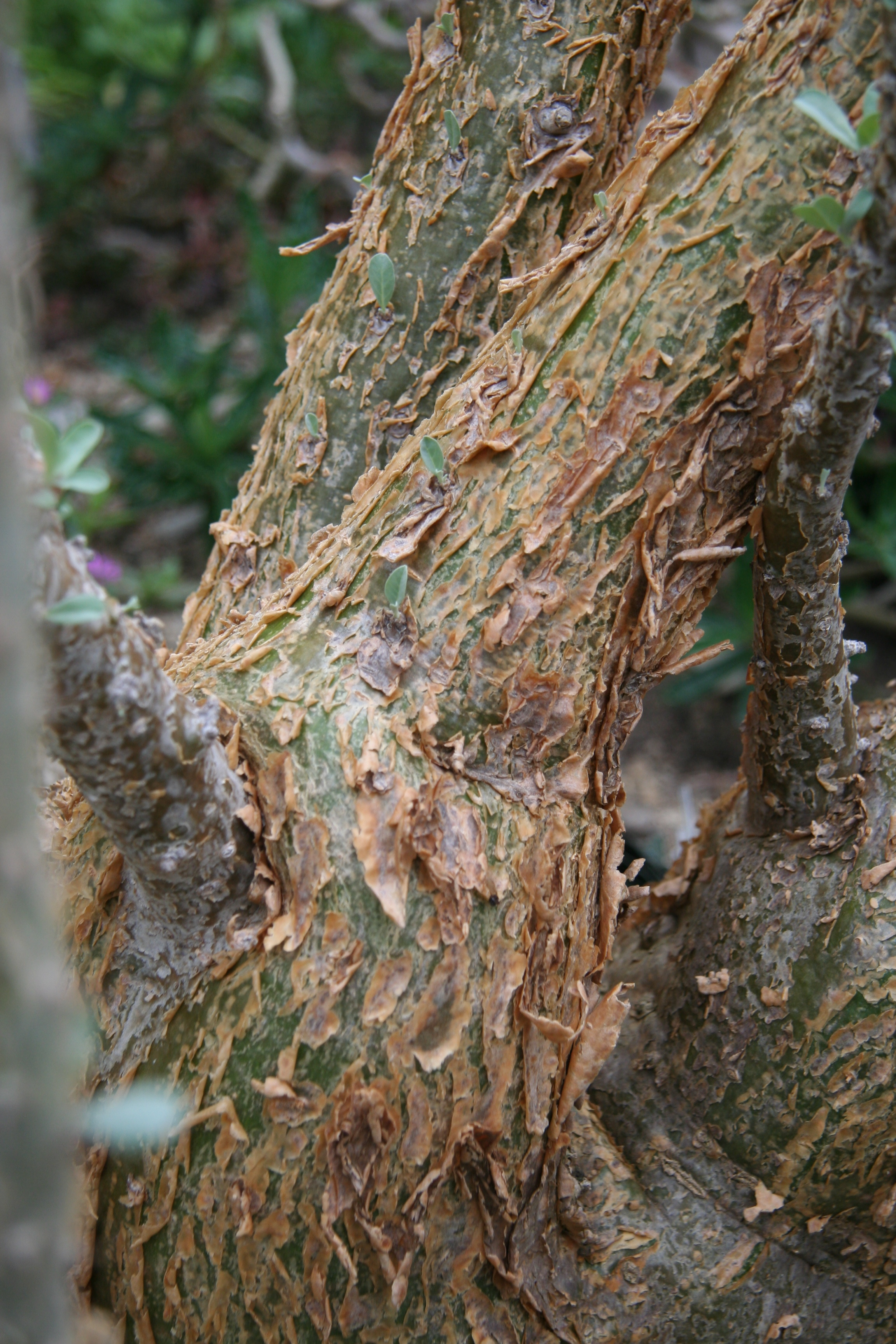
Кора дерева
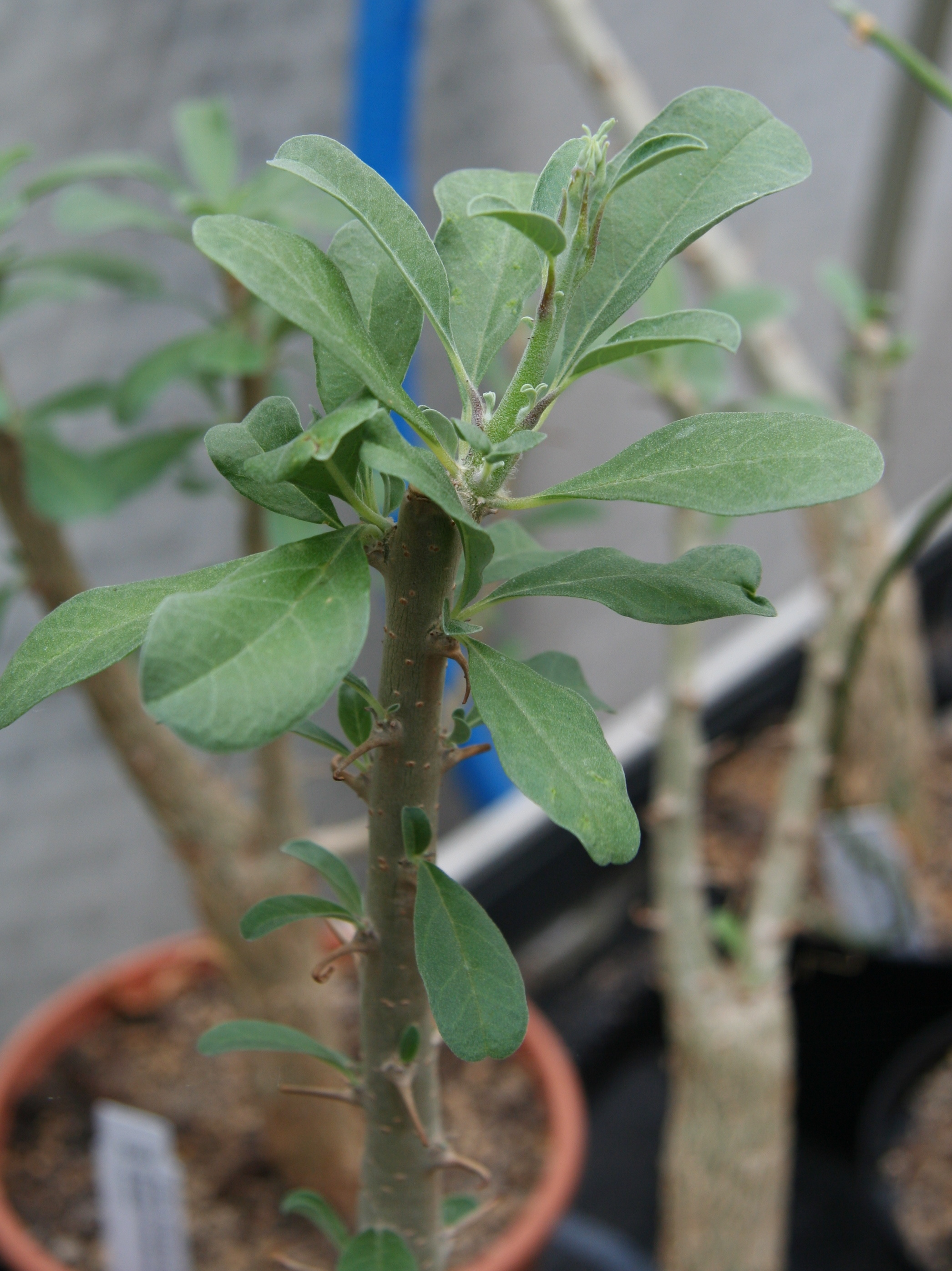
Пагін
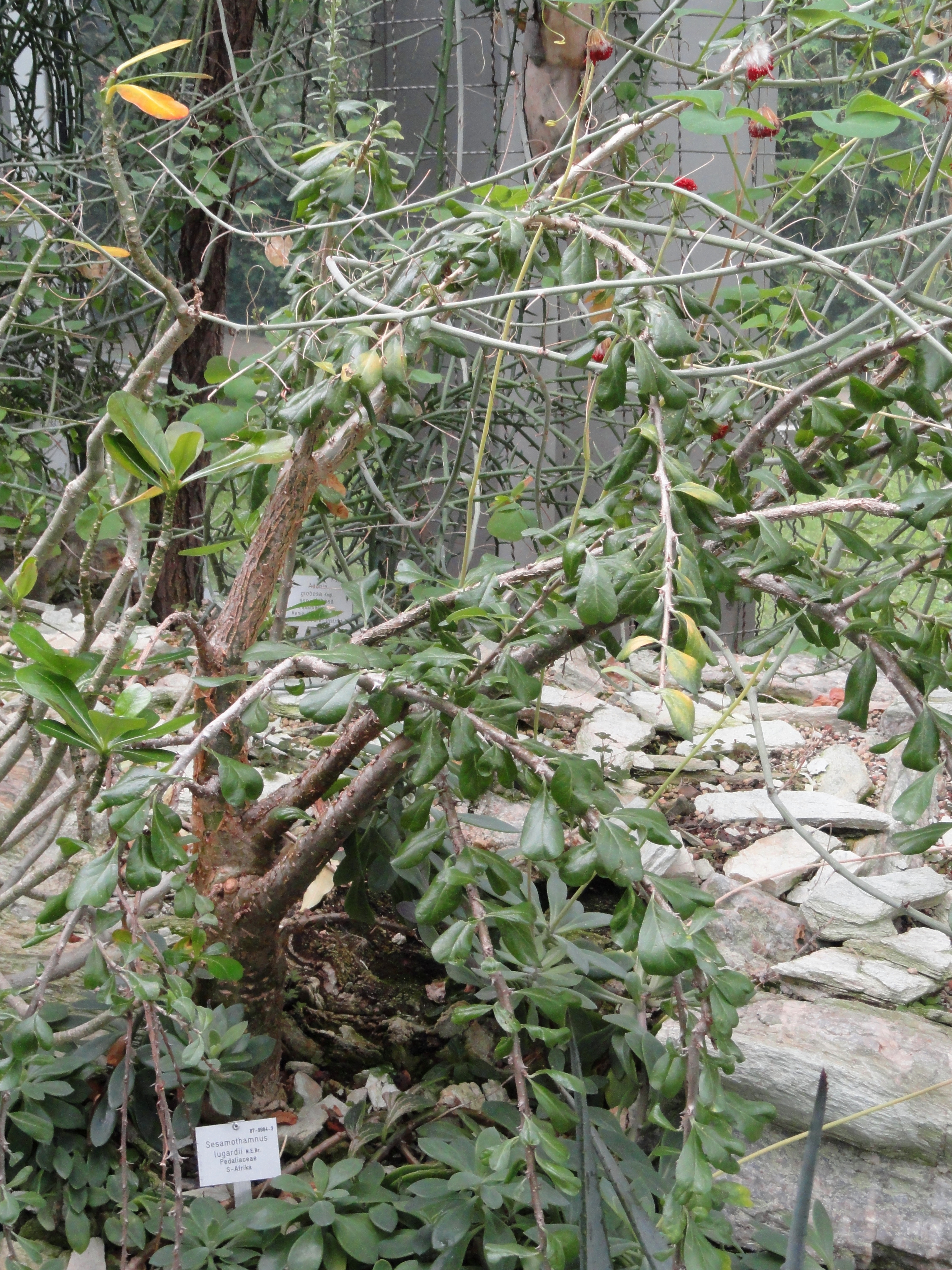
Загальний вид рослини